# Gerisa
Gerisa, também chamada de Guirza, foi uma antiga cidade romana da Líbia próxima da Fronteira da Tripolitânia. Era uma pequena aldeia de 300 habitantes na zona pré-desértica da Tripolitânia.

## História
Mesmo que tenha havido um pequeno assentamento local, foi somente quando os legionários romanos chegaram à Tripolitânia que a cidade de Gerisa foi criada e desenvolvida. Inicialmente, sua população era composta principalmente por berberes locais, mas alguns mercadores romanos se estabeleceram lá durante o fim da época de Augusto (r. 27 a.C.–14 d.C.).
Anício Fausto foi nomeado legado da III Legião Augusta e construiu muitos fortes defensivos, entre os quais Garbia e Golaia (Bu Neguém),
Como consequência, a cidade romana de Gerisa, localizada longe da costa e ao sul de Léptis Magna, desenvolveu-se rapidamente em uma rica região agrícola.
Os ex-soldados - em sua maioria berberes locais, mas até mesmo alguns legionários da península Itálica - se estabeleceram nesta região, e as terras áridas foram desenvolvidas. Barragens e cisternas foram construídas no Uádi Guirza (então não seco como hoje) para regular as enchentes. Essas estruturas ainda são visíveis: ali está entre as ruínas de Gerisa um templo, que pode ter sido dedicado ao semideus berbere Gurzil, e o próprio nome da cidade pode até estar relacionado ao seu nome.
Com Diocleciano os limões foram parcialmente abandonados e a defesa da área foi realizada pelos limítanes, soldados-fazendeiros berberes locais. O Limes sobreviveu como uma proteção eficaz até a época bizantina (Justiniano reestruturou a fronteira em 533). Depois disso, Gerisa perdeu importância e lentamente desapareceu depois das invasões árabes do fim do século VII.